# Chihiro Hashimoto
Chihiro Hashimoto (en japonés: 橋本 千紘, Hashimoto Chihiro) (Sakai, 1 de julio de 1992) es una luchadora profesional japonesa. Compite bajo el sello de la promoción Sendai Girls' Pro Wrestling, en el que ha forjado su carrera desde su debut en octubre de 2015.

## Primeros años
En un principio, Hashimoto participó y superó una prueba de las Sendai Girls cuando tenía 15 años y aún estaba en la escuela secundaria, pero se le consideró demasiado joven y el presidente, Jinsei Shinzaki, le aconsejó que no participara en la lucha amateur ni en el judo hasta que hubiera terminado la escuela secundaria. Hashimoto comenzó a competir en la lucha amateur inmediatamente, y continuó haciéndolo en la escuela secundaria. Asistió a la escuela secundaria Abe Gakuin de Tokio y ganó el Campeonato Asiático Junior en su categoría de peso cuando tenía 18 años. Ese mismo año, participó en los campeonatos de lucha de todo Japón y quedó tercera en su categoría de peso.
Hashimoto siguió practicando la lucha amateur en la Universidad de Nihon, donde quedó tercera en el Campeonato Mundial de Estudiantes a la edad de 20 años. Tenía la esperanza de competir en los Juegos Olímpicos de Río 2016, pero no consiguió clasificarse. Se graduó en 2015 y, tras ver un combate en el que participaba Meiko Satomura, decidió empezar a entrenar como luchadora una vez más. El 11 de junio, volvió a realizar y aprobar una prueba, y posteriormente se inscribió en el dojo de las chicas de Sendai.

## Carrera profesional

### Sendai Girls' Pro Wrestling (2015-presente)

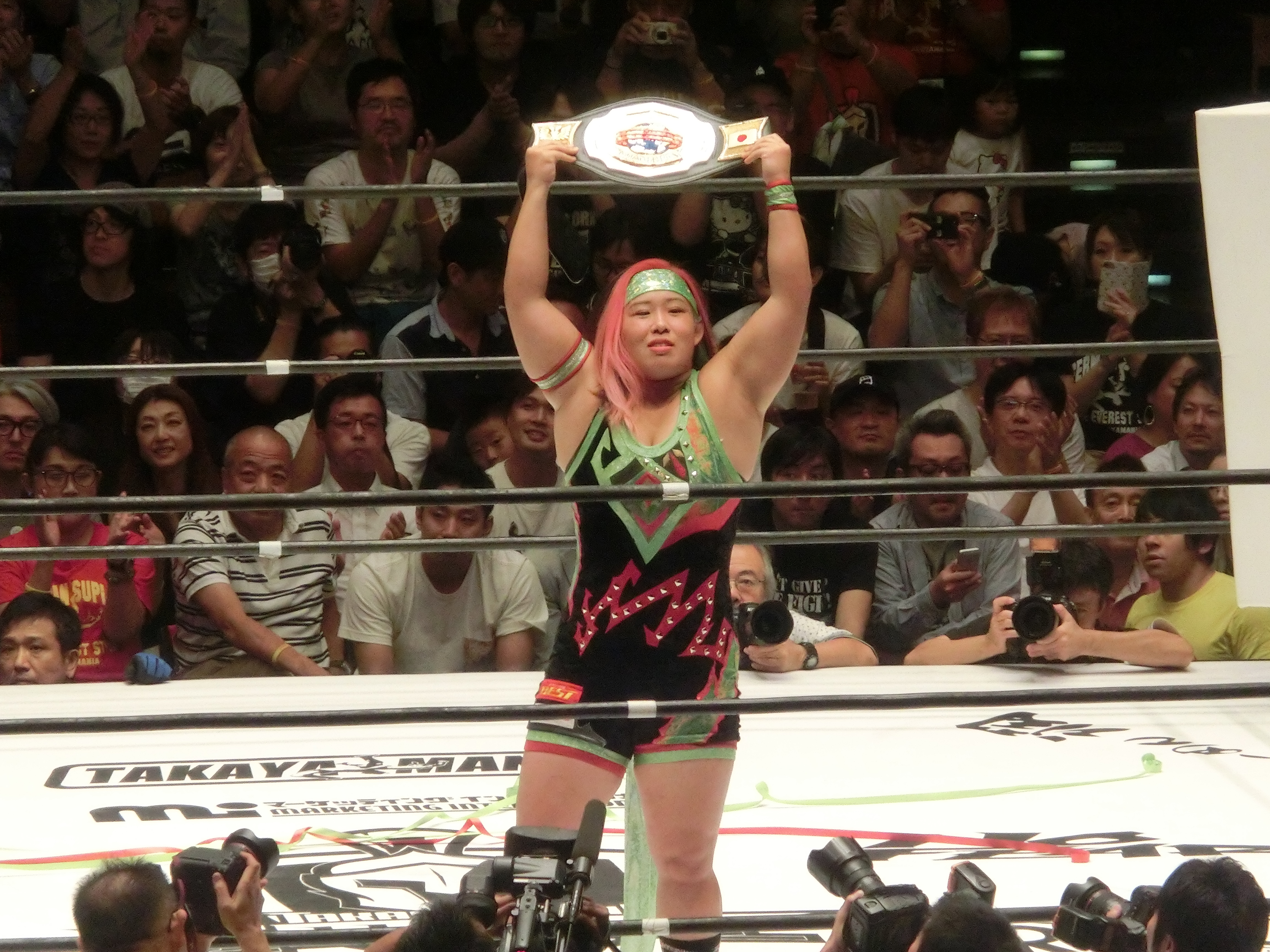
Hashimoto en 2018.

Hashimoto fue entrenada por Meiko Satomura y debutó el 11 de octubre de 2015 en Sendai Girls' Pro Wrestling, formando equipo con Shinobu Kandori para derrotar a Manami Toyota y Mika Iwata. El 9 de enero de 2016 se enfrentó a Aja Kong en un combate de aspirantes al Campeonato Mundial de Sendai Girls, combate que perdió. El 17 de enero formó equipo con Iwata para retar sin éxito a Dash Chisako y Sendai Sachiko por el Campeonato Tag Team de Sendai Girls. El 5 de junio, hizo su debut en World Wonder Ring Stardom derrotando a Jungle Kyona. El 18 de julio, compitió en el combate del 30.º aniversario de Aja Kong, formando equipo con Hiroyo Matsumoto y Rina Yamashita en una derrota ante Aja Kong, Amazing Kong y Ayako Hamada.
A lo largo de septiembre y octubre de 2016, participó en el torneo Dual Shock Wave 2016 de Pro Wrestling junto a Ryo Mizunami, llegando a la final donde perdieron ante Dynamite Kansai y Yamashita. El 16 de octubre, derrotó a su mentora Meiko Satomura para convertirse en la campeona mundial de las chicas de Sendai por primera vez. Hizo una defensa exitosa contra Cassandra Miyagi antes de perder el título ante Aja Kong el 9 de enero de 2017. El 9 de marzo regresó a Stardom para competir en el combate del décimo aniversario de Io Shirai, formando equipo con Mayu Iwatani en una derrota ante Shirai y Satomura.
El 6 de abril de 2017, derrotó a Kong para convertirse en la Campeona Mundial Femenina de Sendai por segunda vez. Perdió el título ante Hiroyo Matsumoto el 10 de junio, para recuperarlo el 15 de julio. Hashimoto defendió con éxito el campeonato contra Meiko Satomura y Cassandra Miyagi, antes de perderlo ante Ayako Hamada el 19 de abril de 2018. Poco después de que Hashimoto cediera el campeonato a Hamada, esta fue despojada del título tras su arresto por cargos de drogas. El 24 de junio de 2018, Hashimoto volvió a ganar el título, convirtiéndose en tetracampeona.

## Vida personal
Fuera de la lucha libre, Hashimoto es una entusiasta de la fotografía.

## Campeonatos y logros
- All Japan Pro Wrestling
  - AJPW TV Six-Man Tag Team Championship (1 vez) – con Shuji Ishikawa y Yuu
- DDT Pro-Wrestling
  - KO-D 6-Man Tag Team Championship (1 vez) - con Dash Chisako y Meiko Satomura
- Marvelous That's Women Pro Wrestling
  - AAAW Tag Team Championship (1 vez) – con Yuu[14]
- Sendai Girls' Pro Wrestling
  - Sendai Girls Tag Team Championship (4 veces) – con Mika Iwata (1)[15] y Yuu (3)[16]
  - Sendai Girls World Championship (5 veces)[17]
- Tokyo Sports
  - Rookie of the Year (2016)[18]